# Gang Foster
Le gang Foster est une bande de criminels qui a sévi en Afrique du Sud, autour de Johannesburg et du Rand, entre les mois de juillet et septembre 1914, commettant divers vols et meurtres. Le gang se composait de quatre personnes : le chef, William Henry Foster, son épouse Peggy Foster, John Maxim  et Carl Mezar. Après une confrontation avec la police, les membres du gang se sont tous suicidés.

## Histoire
Le gang s’est formé en 1914, quelques mois après que William Foster s'est évadé de la prison de Pretoria où il avait été condamné à 12 ans de travaux forcés pour avoir cambriolé un magasin. Leur premier vol a eu lieu à la succursale de la Banque Nationale à Boksburg Nord. Quand le gang est entré par effraction dans la banque, ils ont été surpris par un commis qui dormait sur les lieux. Carl Mezar a immédiatement attaqué l’homme qui dormait par terre et une bagarre a commencé. Le commis a réussi à s’échapper et a couru vers un hôtel de l’autre côté de la rue en criant au secours. Cela a attiré l’attention d’un barman nommé Alex Charlson. Quand Charlson a essayé d’intervenir, il a été touché à la poitrine et est mort plus tard de ses blessures. 
Quelques semaines plus tard, le gang a cambriolé le bureau de poste de Roodepoort. Il a été suivi d’un deuxième vol au bureau de poste, cette fois à Vredendorp. Puis, le dimanche 13 septembre, dans un Big Bottle Store à Doornfontein, une série d’événements tragiques qui devait conduire à neuf morts et à la chasse à l’homme la plus intense que la police sud-africaine ait jamais menée. 
Une femme du coin a informé la police qu’elle croyait savoir qu’ils vivaient dans un petit chalet près de sa maison, et trois agents en civil ont été envoyés sur place pour enquêter. L’inspecteur Mynott, qui était en charge, s’est approché du jardin. Il a repéré le gang travaillant sur une voiture dans le jardin, et au lieu d’attendre des renforts il a décidé d’arrêter le gang lui-même. Mynott a été abattu par William Foster, ce qui a donné lieu à une nouvelle chasse à l’homme pour retrouver les trois criminels. Alors que des barrages routiers étaient mis en place pour arrêter le gang, celui-ci s’était déjà réfugié dans une grotte que Foster connaissait. La police a envoyé des chiens renifleurs pour essayer de localiser les trois hommes, et ils ont rapidement retrouvé la grotte où les trois hommes se cachaient.
Bientôt, la grotte fut encerclée par la police, mais avant de se rendre, William Foster demanda à parler à sa femme Peggy, et à son enfant. Une fois sa femme arrivée, William l’informa qu’il allait se suicider avec les autres hommes, et elle lui aurait dit qu’elle allait faire de même. Quelques minutes plus tard, trois coups de feu ont été entendus et la saga Foster Gang était terminée.

## Postérité
Le gang est historiquement connu parce que le général Koos de la Rey, alors sénateur, fut abattu par un policier à l'un des barrages routiers mis en place pour rechercher le gang Foster. La mort de De la Rey et ses funérailles, où la rumeur prétendait qu’il avait été assassiné par le gouvernement, contribuèrent à la rébellion de Maritz en 1914.

## Dans la culture populaire
Un long métrage sud-africain sur le Foster Gang, intitulé The Foster Gang, produit et réalisé par Percival Rubens, est sorti en 1964. Une copie du film est conservée aux Archives nationales sud-africaines du film, de la vidéo et du son. 
Une production plus récente, un docudrame de 2001, également intitulé The Foster Gang, a été réalisé par Cedric Sundstrom. La distribution comprend Christopher Beasley dans le rôle de William Foster, Tracy Lee Cundill dans celui de Peggy Foster, Shane Steenkamp pour John Maxim et Brian Webber pour Carl Mezar.